# Радунович, Борис
Борис Радунович (серб. Борис Радуновић; 26 мая 1996, Белград, Союзная Республика Югославия) — сербский футболист, вратарь клуба «Кальяри».

## Клубная карьера
Борис является воспитанником футбольного клуба «Рад», в основной команде которого он дебютировал в свой семнадцатый день рождения, 26 мая 2013 года, выйдя на замену в концовке встречи заключительного тура сезона 2012/13 против клуба «Раднички» из Ниша. Спустя всего одну минуту после появления на поле Радунович пропустил мяч.
В сезоне 2013/14 молодой голкипер ни разу не появился на поле. Начиная с 8 тура следующего первенства Сербии Радунович стал основным вратарём команды. В первом сыгранном Борисом матче сезона 2014/15 ему удалось оставить свои ворота в неприкосновенности, а его команда одержала крупную победу над «Радничками» из Крагуеваца.
18 июля 2015 года было объявлено о трансфере Радуновича в итальянскую «Аталанту». Однако, почти все время пребывания в клубе, футболист провел в арендах. В период с 2016 по 2020 год Радунович выступал в составе «Авеллино 1912», «Салернитаны», «Кремонезе» и «Эллас Верона».
В середине июля 2021 года Радунович подписал четырехлетний контракт с «Кальяри».

## Карьера в сборной
Радунович выступал за юношескую сборную Сербии (до 16 лет). Борис регулярно вызывается в состав сборной до 19 лет, однако ему пока не удалось дебютировать за команду, так как тренер предпочитает выпускать на поле Ваню Милинкович-Савича.

## Личная жизнь
У Бориса есть брат-близнец, которого зовут Павле.